# بودفورد (أنغلزي)
بودفورد (بالإنجليزية: Bodffordd)‏ هي مستوطنة تقع في المملكة المتحدة في ويلز. يقدر عدد سكانها بـ 959 نسمة .